# S.Oliver
s.Oliver je njemačka modna tvrtka koju je 1969. godine osnovao Bernd Freier. Tvrtka je izrasla iz maloga modnog butika na samo 25 četvornih metara površine u Würzburgu u njemačkoj saveznoj republici Bavarska. Naziv tvrtke potječe od 'Sir Oliver' prema junaku romana Charlesa Dickensa, Oliveru Twistu. Sinonim 'Sir' dodan je u počast londonskoj modno svjesnoj gospodi kako bi modna marka s.Oliver odrazila duh tog vremena.